# Valgius Rufus
Gaius Valgius Rufus – łaciński poeta, przyjaciel Horacego i Mecenasa a także konsul dodatkowy (consul suffectus) w 12 p.n.e. (po śmierci konsula Waleriusza Messali).
Autor wielu prac gramatycznych, retorycznych oraz elegii i epigramatów. Jego współcześni uważali go także za zdolnego do wielkich rzeczy w epice. 
W języku łacińskim opracował retorykę Apollodora z Pergamonu, problemy gramatyczne zebrał w pracy De rebus per epistulam quaesitis (w 2 księgach?), ponadto napisał poemat dydaktyczny z zakresu botaniki, De herbarum viribus, dedykowany Augustowi.
Zachowane jedynie fragmenty elegii Flebiles modi i Molles querellae (niektóre z tych urywków poświęcone Horacemu i Messali) oraz innych utworów poetyckich. Horacy w drugiej księdze Pieśni poświęcił mu dziewiątą ode. 